# 400-річний каштан
400-рі́чний кашта́н — ботанічна пам'ятка природи місцевого значення в Україні. Розташована в межах Здолбунівського району Рівненської області, в селі Дермань Друга. 
Площа 0,1 га. Статус надано згідно з рішенням облвиконкому від 22.11.1983 року № 343 (зміни згідно з рішенням облвиконкому від 18.06.1991 року № 98). Перебуває у віданні Дерманської школи-інтернату. 
Статус надано з метою збереження одного екземпляра вікового каштана. 